# Benedendurme

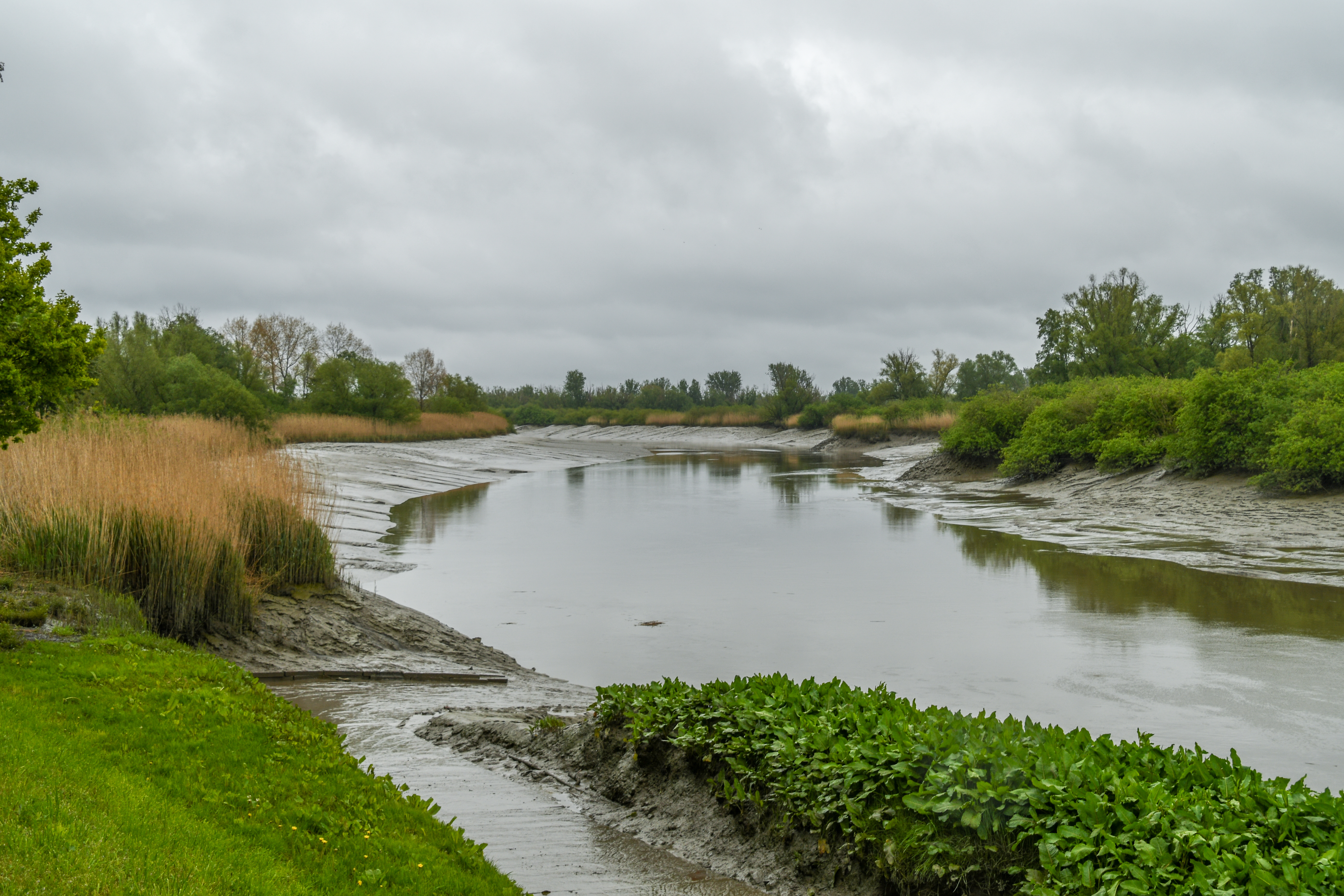
De Benedendurme nabij het dorp Tielrode. Dit is het breedste stuk van de rivier nabij de monding in de Schelde. Op deze plek is de rivier bij hoogtij 100 à 120 meter breed.

De Benedendurme is het stroomafwaartse deel van de Belgische rivier Durme dat uitmondt in de Schelde nabij Tielrode. De rivier begint bij de dam aan het Molsbroek in Lokeren, waar de Bovendurme stopt. Ze stroomt dan verder op de grenzen van Lokeren, Zele, langs Waasmunster en Hamme en ten slotte Temse waar ze vervolgens in de Schelde stroomt. Vroeger waren de Bovendurme en Benedendurme één rivier genaamd de Durme. Maar door regelmatige overstromingen werd er een dam gebouwd aan het Molsbroek die de rivier in twee delen splitste. De Benedendurme is door verbinding met de Schelde gebonden aan de getijdenwerking waardoor de rivier tweemaal per dag hoogtij en laagtij ervaart. Delen van de rivier zijn Europees beschermd als onderdeel van Natura 2000-gebied 'Schelde en Durme-estuarium van de Nederlandse grens tot Gent' (BE2300006).

## Verzanding
Omdat de Durme een heel klein verval heeft, heeft ze altijd al last gehad van verzanding. Maar voor de afdamming van de Durme aan het Molsbroek kende de Durme een unieke balans tussen verzanding en afstroming van het water. Waardoor slikken en schorren, tot aan Moerbeke, dezelfde grote bleven. Maar omdat de Benedendurme tegenwoordig weinig tot geen water meer krijgt van haar bovenloop, de Bovendurme, is de enige aanvoer van water de Schelde geworden, via de Durmemonding. Maar de monding van de Benedendurme is ook de enige plek waar water afgevoerd kan worden, wat bijna niet meer gebeurt. Hierdoor heeft de rivier ernstig last van verzanding.
Van de monding in Tielrode tot Waasmunster heeft de Benedendurme nog een balans tussen verzanding en de afvoer van het water, maar tussen Waasmunster en Lokeren is de rivier, door verzanding, op sommige plekken helemaal dichtgeslibd. Gevolg is dat de rivier alleen maar één geheel vormt bij hoogtij.

## Zie ook

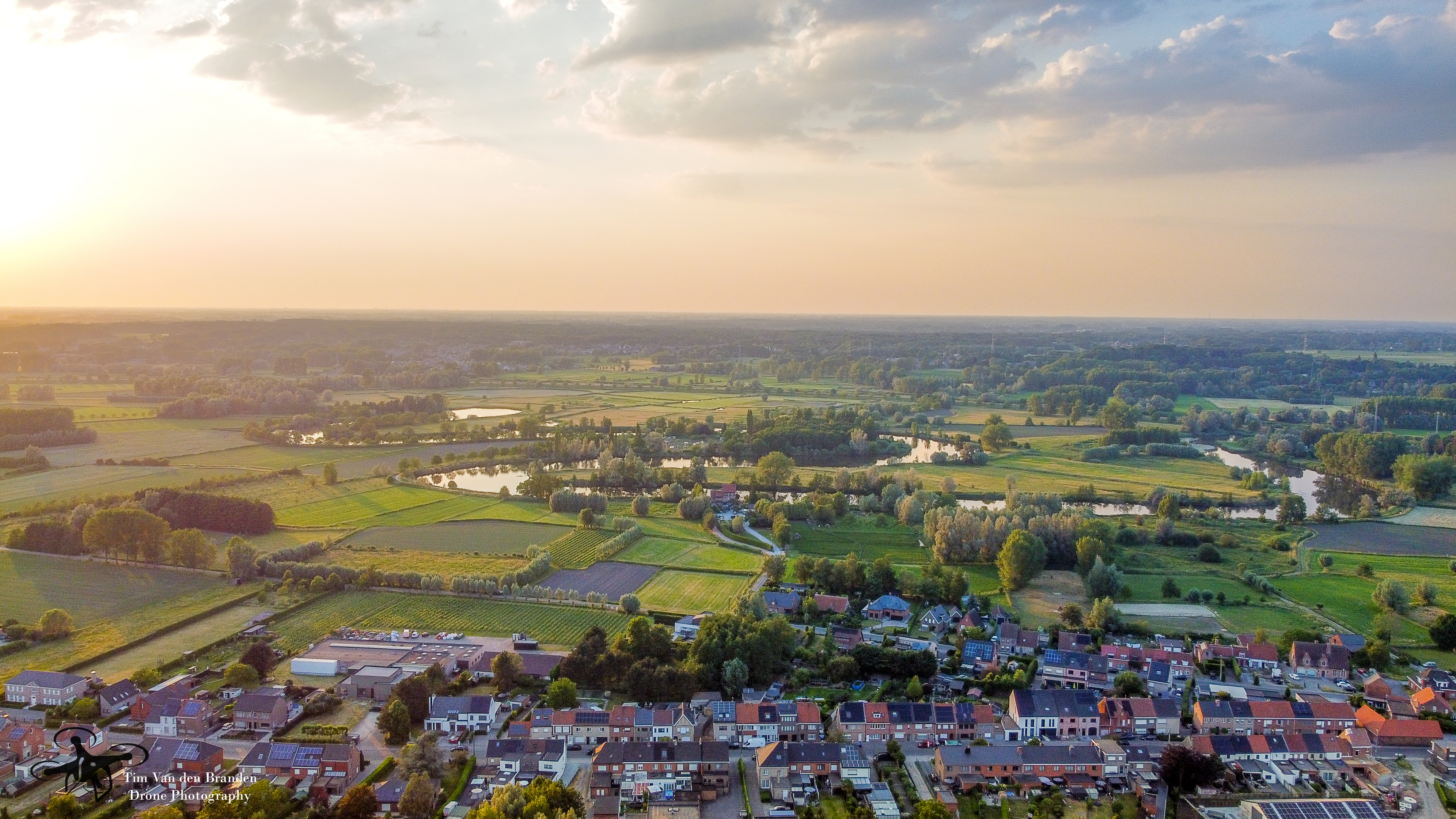
Luchtfoto van de Durmevallei ter hoogte van Hamme